# Георги Пейчев (революционер)
Георги Тодоров Пейчев е български революционер, деец на Вътрешната македоно-одринска революционна организация.

## Биография
Пейчев е роден на 13 март 1881 година в странджанското градче Малко Търново, тогава в Османската империя, днес в България, в семейството на шивач. Във второ отделение заминава при баща си в Бургас, където завършва основно образование. През зимата на 1903 година се връща в Малко Търново и научава за съществуването на ВМОРО от приятелите си Янко и Димитър Ефтимови. Заподозрян от властите, се връща в Бургас, откъдето Ставри Янев от Бунархисар и Янко Керекичин го завеждат в Алан Кайряк, където се присъединява към четата на Михаил Герджиков, която е около 500 – 600 души. След едномесечно обучение четата минава границата със съдействието на българския граничен офицер. С четата присъства на Конгреса на Петрова нива. Участва в сражението с пристигналите от Стоилово около 30 войници, от които са убити двама. След разпределението на конгреса Пейчев остава в четата на Петър Ангелов с район Пиргоплово – Мажура. Четата на Ангелов действа заедно с тази на Цено Куртев с район Резово – Блаца. Двете чети наброяват около 60 души, но след като организират местното население, стават около 200 души. Два дни преди въстанието войводите Цено Куртев и Петър Ангелов се събират и правят план за нападение на турските села Корколиба и Еняда. Пристига попът от Пиргоплово и съобщава, че в селото са пристигнали 30 войници. Взимат решение двете чети да ги нападнат едновременно, за да им се вземе оръжието. Селото е обкръжено и започва сражение с турците, които се укриват в една двуетажна къща. Къщата е запалена и някои войници изгарят, а други са убити. Пленени са 8 пушки. От въстаниците загива Атанас Хлебаров от Ямбол и един местен селянин. Един от турците е заловен жив и е изпратен с писмо до каймакамина във Василико.
На 1 март 1943 година, като жител на Варна, подава молба за българска народна пенсия, която е одобрена и пенсията е отпусната от Министерския съвет на Царство България.
На 6 август 1903 година двете чети се отправят към Куртколиба и след като пристигат, чуват сигнала за въстание от Василико. Селото е обкръжено и се започва усилена престрелка. Четниците оставят населението да бяга към Еняда, а селото изгарят. На следния ден продължават за Еняда, за да взривят фара. Селото е опразнено, тъй като населението е избягало с лодки. Четниците убиват пазача на фара и го взривяват, след това запалват и складовете с дървени въглища. 25 дена четите са господари в района до пристигането на 25 000 души редовна войска с артилерия, кавалерия и пехота. Научават, че всички чети са се оттеглили към България, и те решават да направят същото заедно с българското население от районите си. Събират всички хора от четирите села на районите си и преминаават в България.